# Upper 10
Upper 10 är en amerikansk kolsyrad läskedryck som smakar citron-lime, i samma stil som Sprite och 7-Up. 
Upper 10 tillverkades i USA av R.C. Cola (Royal Crown) från 1933, men när Cadbury Schweppes köpte upp Royal Crown i oktober 2000 lades tillverkningen i USA ner eftersom det var en konkurrent till 7-Up. Varumärket tilläts dock fortsätta säljas utanför NAFTA-området, då av företaget Cott Beverages som även säljer RC Colan.[källa behövs]
I Sverige tillverkas Upper 10 av Kopparbergs Bryggeri och finns i 33 cl returglasflaska för den så kallade rödbacken samt i 33 cl burk.[källa behövs]